# Antonio Andújar Arroyo
Antonio Andujar Arroyo (nascido em 5 de maio de 1978) é um atleta paralímpico espanhol. Representou a Espanha nos Jogos Paralímpicos de Verão de 2012 em Londres.